# Coulandon

Coulandon este o comună în departamentul Allier din centrul Franței. În 1 ianuarie 2022 avea o populație de 634 de locuitori.